# Franziska Peter

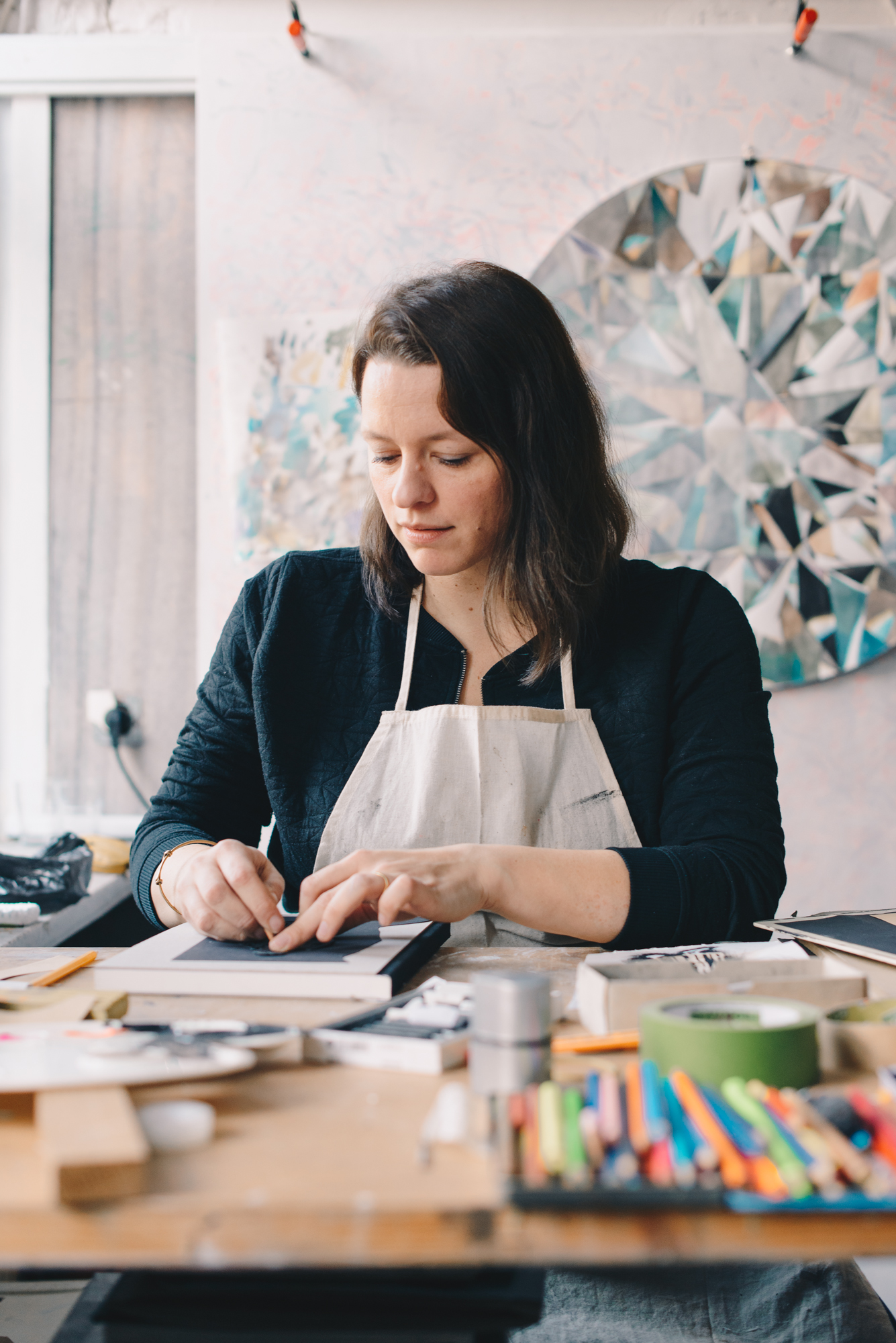
Franziska Peter (2018)

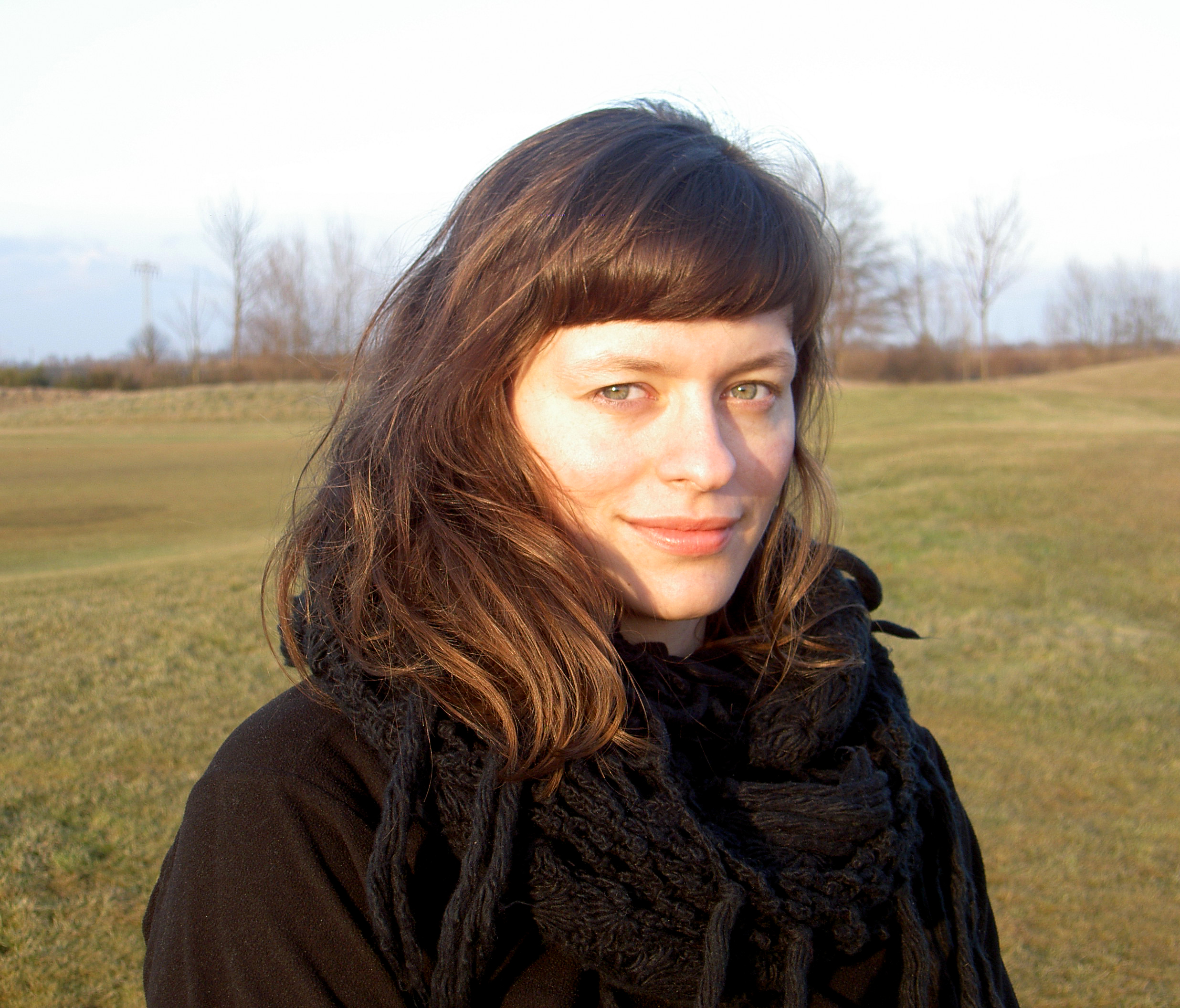
Portrait 2007

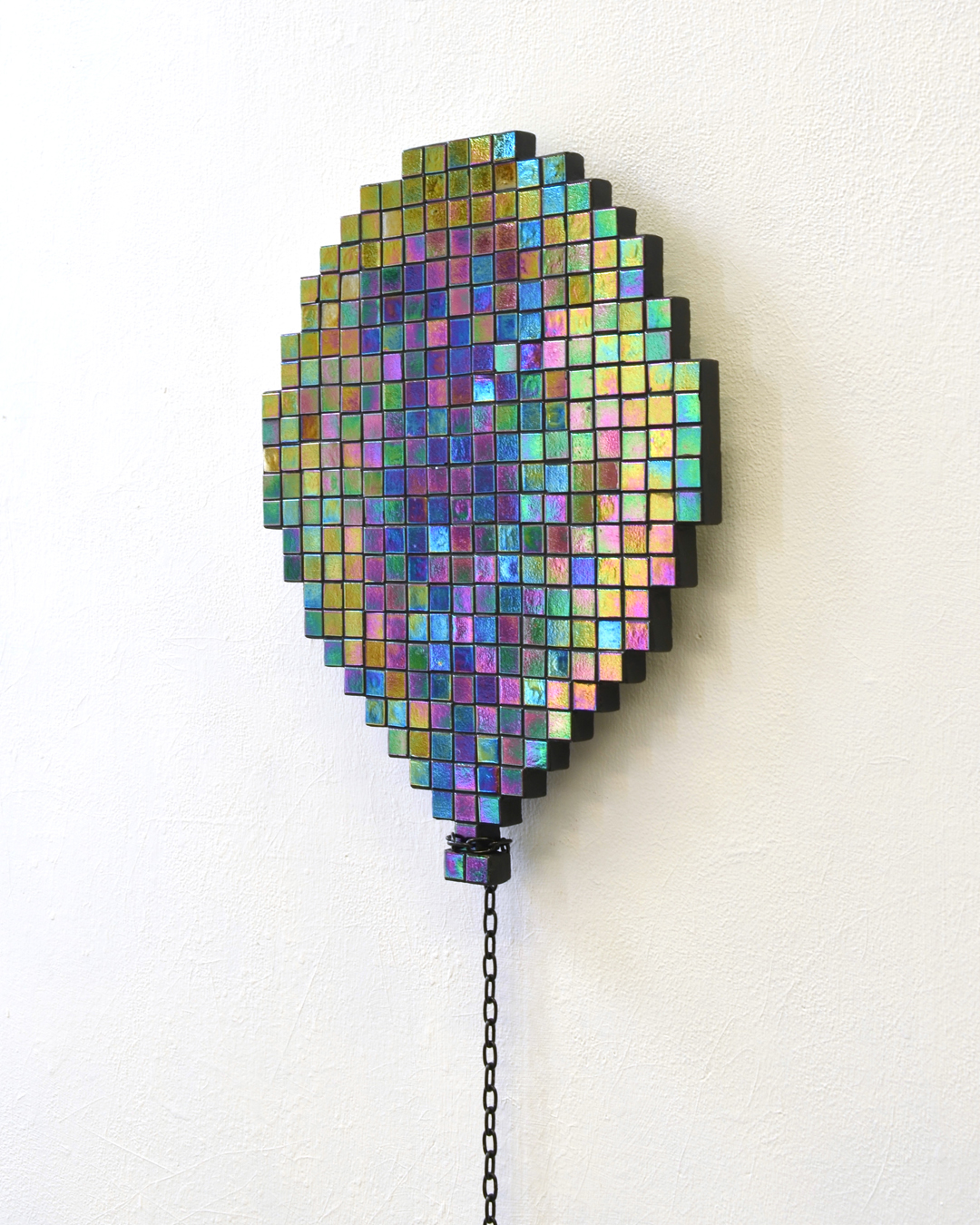
BALLOON, Glasmosaik, 2022

Franziska Peter (* 1980 in Wriezen, aufgewachsen in Bernau bei Berlin) ist eine deutsche Künstlerin.

## Leben
Franziska Peter studierte zunächst Kunstgeschichte und Anglistik an der Humboldt-Universität zu Berlin und absolvierte dann ein Studium im Studiengang Malerei/Grafik im Fachbereich Bild Raum Objekt Glas an der Burg Giebichenstein Kunsthochschule Halle. Seit ihrem Diplomabschluss für Bildende Künste 2008 lebt und arbeitet sie in Berlin. Zudem erwarb sie den Master of Education für das Fach Bildende Kunst an der Universität der Künste Berlin.

## Werk

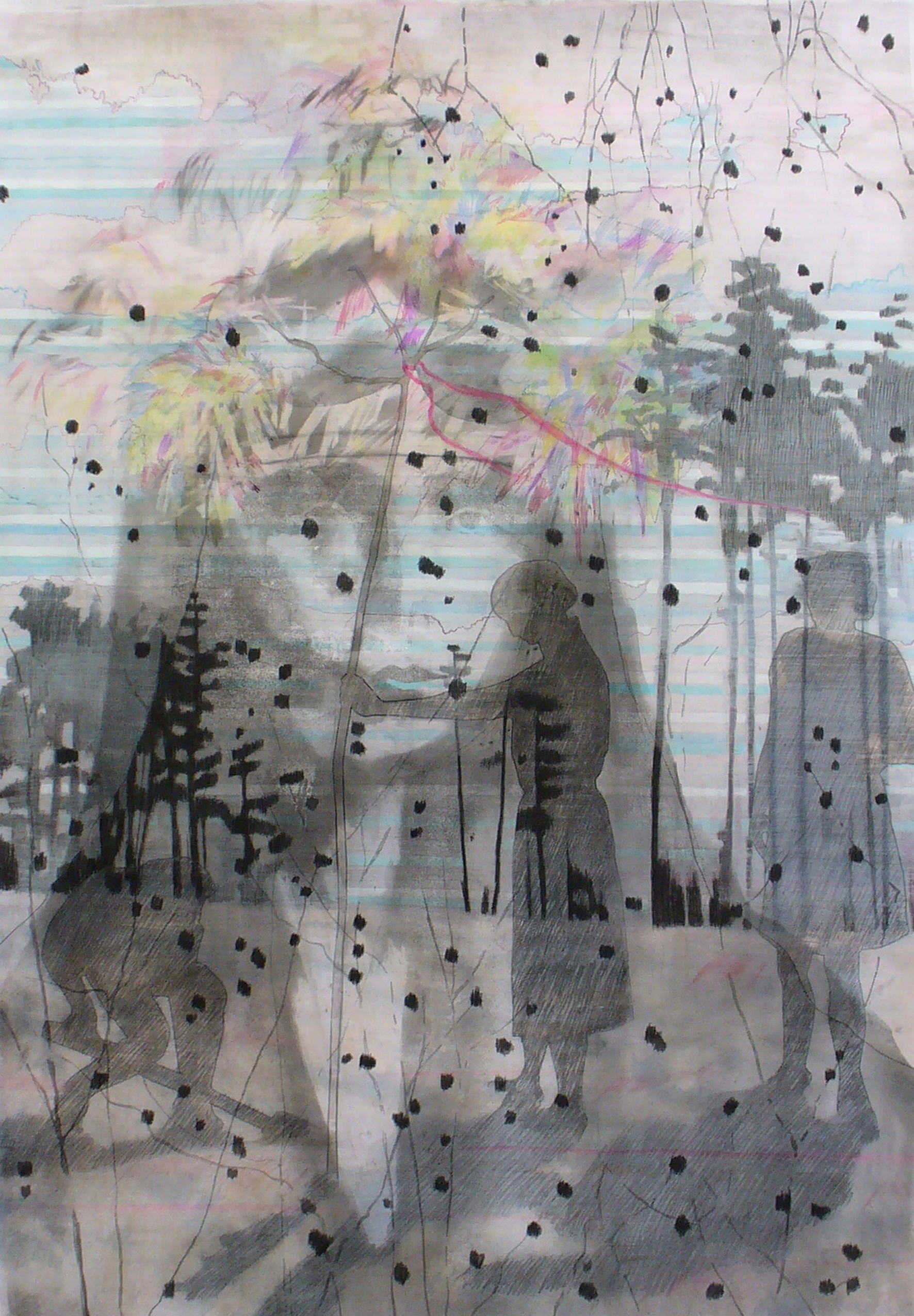
HALLOW, 2010

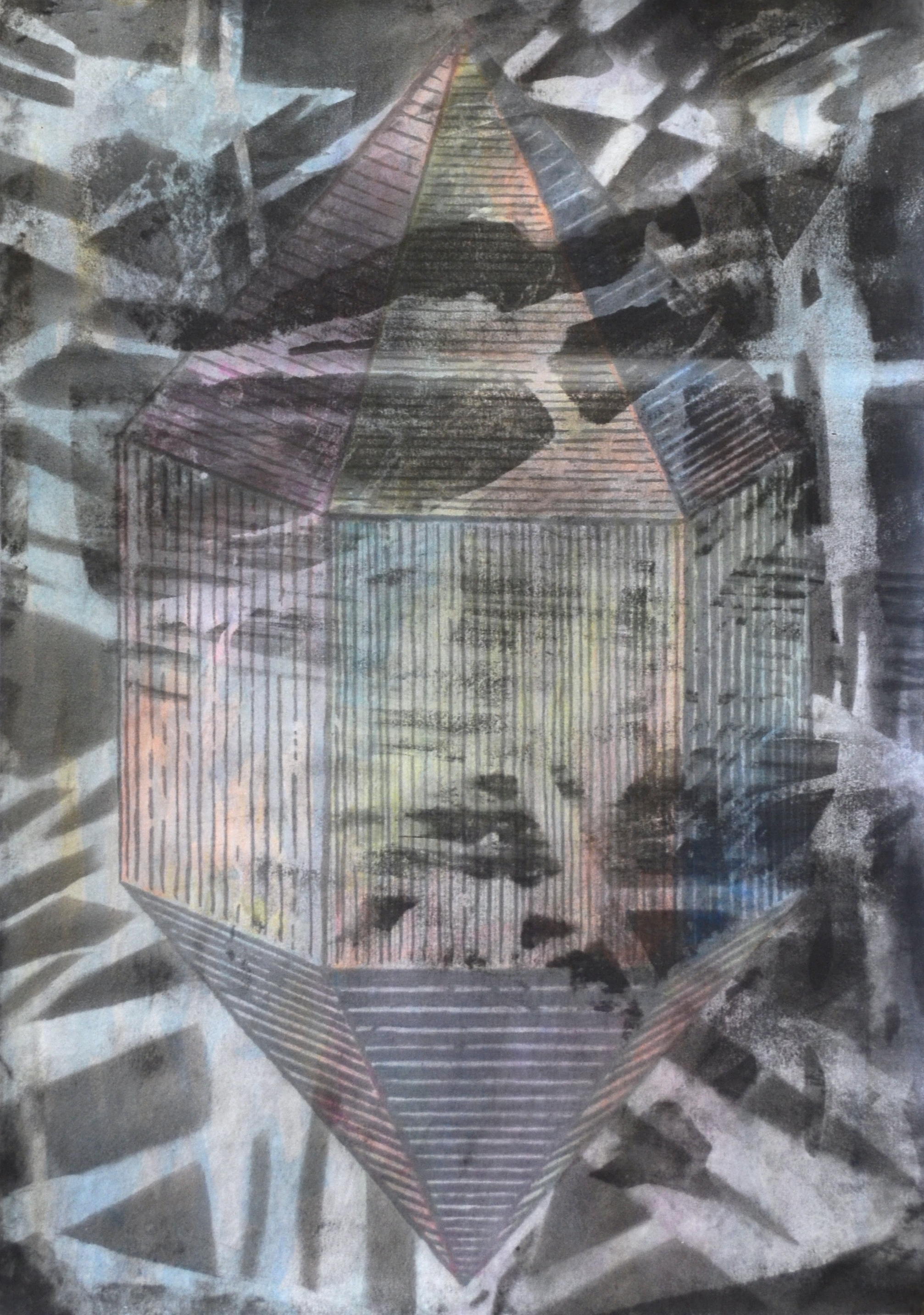
GLISTEN, 2020

Franziska Peter arbeitet medienübergreifend mit Zeichnung, Malerei, Bildobjekt, Skulptur, Kunst im öffentlichen Raum und Hybridformen. Inhaltlich beschäftigt sie sich mit dem Erinnern und Verarbeiten sowohl persönlicher Erfahrungen, Empfindungen und Eindrücke als auch kollektiver Momente der Vergangenheit. Dabei geht es um einen Rückblick und einen Ausblick gleichermaßen, um eine Neu- und Umbewertung des Alten vor dem Hintergrund der Gegenwart. Ihre Arbeiten sind Rückblenden zu den eigenen Wurzeln, Ängsten und Antrieben, tragen eine Rätselhaftigkeit in sich und werfen Fragen nach unserer Herkunft und unserem Wohin auf.

## Ausstellungen
- 2004  Glasklasse - Burg Giebichenstein, Glasmuseum Alter Hof Herding, Coesfeld
- 2006  Mit dem Gedanken spielen, Forum Junger Künstler, TÜV Leipzig (Solo)
- 2007  Anonyme Zeichner, Blütenweiss - Raum für Kunst, Berlin
- 2007  N*AKT, Alte Börse des MDR, Leipzig
- 2007  Große Kunstausstellung, Villa Kobe, Halle
- 2007  6. Internationale Ausstellung» Glasplastik und Garten «, Munster[2]
- 2008  Open End, Kunstwerkstatt, Magdeburg (Solo)
- 2008  Open End, Diplomausstellung, Galerie im Volkspark, Halle (Solo)
- 2009  Dreißig mal Dreißig, galerie merkle, Stuttgart
- 2009  Franziska Peter & Wieland Payer | Malerei und Grafik, Städtische Galerie Geislingen
- 2009  Fermente - Positionen Junger Kunst, maerzgalerie, Leipzig[3]
- 2010  graduiert!, Galerie im Volkspark, Halle
- 2011  Blooom Award | ART.FAIR, Köln[4]
- 2011  Videotational I, Minken & Palme, Berlin
- 2011  Biennale Internazionale, Museo Civico di San Francesco, Montone (Perugia), Italien
- 2012  10º MUMIA - Underground World Animation Festival, Belo Horizonte, Brasilien
- 2012  SCRATCH! International Animation Film Festival, Lecce, Italien
- 2012  Schau Fenster - Schauraum für Kunst, Berlin
- 2012  sonderfART - Giebichenstein/Halle via Leipzig nach München, whiteBOX, München[5]
- 2013  Zwischenzeit, Galerie Filser & Gräf, München
- 2014  Fresh Legs, Heike Arndt DK, Berlin
- 2014  Anonyme Zeichner | based in Berlin, pavillon am milchhof, Berlin
- 2015  u-TOPIEN / Steine und Sterne II, Burg Friedland, Friedland
- 2015  Prolog X4: u-TOPIEN, pavillon am milchhof, Berlin
- 2016  Lockere Wolken, Galerie Parterre, Berlin[6]
- 2017  Wheel2Wall, Neurotitan, Berlin[7]
- 2019  Zeichnungen - Franziska Peter, Arztpraxis am Traveplatz, Berlin (solo)
- 2020  Shadow Work, Artist Residency Ausstellung, Kunstarkaden Kempten (solo)
- 2021  Sehnsucht, Gruppenausstellung, SCOTTY, Berlin[8]
- 2021  Under Feminist Construction, atelier automatique, Bochum[9]